# Badovinci
Badovinci (serbisch-kyrillisch Бадовинци) ist mit etwa 5.406 Einwohnern das zweitgrößte Dorf Serbiens und gehört zur Opština Bogatić im Bezirk Mačva.

## Geographie und Bevölkerung

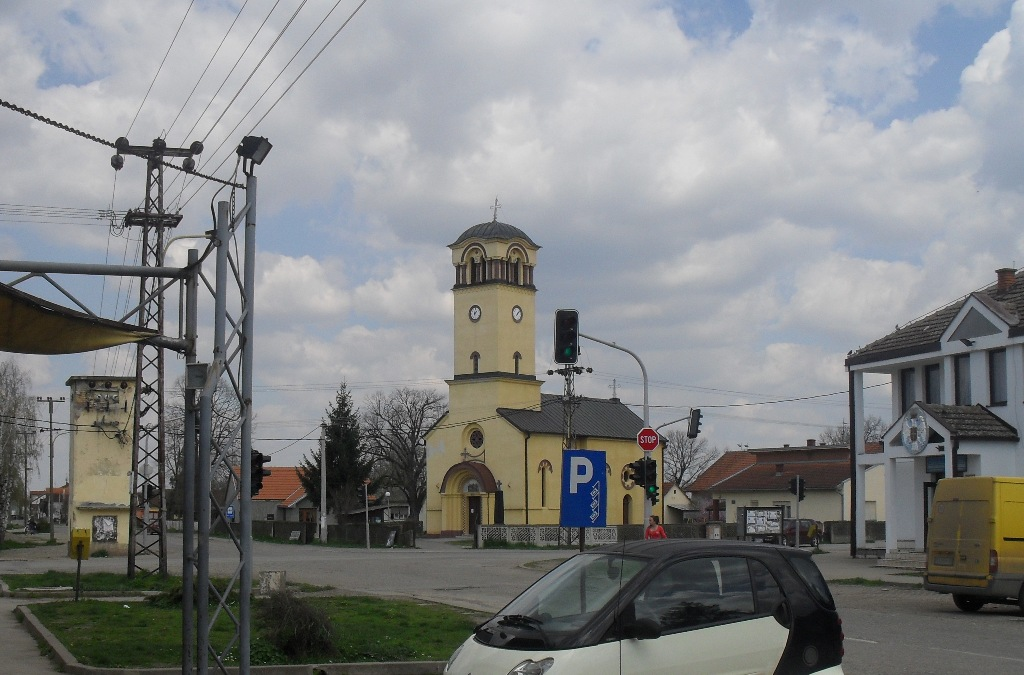
Zentrum und Serbisch-orthodoxe Dreifaltigkeitskirche von Badovinci

Badovinci liegt in der Opština Bogatić, im Okrug Mačva. Im Dorf lebten bei der Volkszählung 2002 5.406 Einwohner, während 1991 5640 Einwohner im Dorf lebten. Nach den letzten drei Bevölkerungsstatistiken fällt die Einwohnerzahl weiter. Die Bevölkerung stellen zu 99 % Serben. Zu den Minderheiten im Dorf gehören z. B. Kroaten und Jugoslawen, die zusammen 1 % der Bevölkerung ausmachen Das Dorf besteht aus 1510 Haushalten.
Das Dorf liegt drei Kilometer östlich der bosnischen Grenze, die hier durch die Drina gebildet wird und war in der Vergangenheit ein wichtiges Zentrum für den Schwarzmarkt und Schmuggel nach Bosnien. Badovinci liegt südwestlich der Gemeindehauptstadt Bogatić.

## Demographie
| Jahr | Einwohnerzahl |
| ---- | ------------- |
| 1948 | 5791          |
| 1953 | 6145          |
| 1961 | 6278          |
| 1971 | 5943          |
| 1981 | 5879          |
| 1991 | 5460          |
| 2002 | 5406          |

## Wirtschaft
Geprägt ist der Landstrich von der Landwirtschaft (vor allem Obst, Gemüse und Vieh). Durch das Dorf führt eine wichtige Transitstraße von Šabac nach Bijeljina, weswegen sich ein florierender Handel eingestellt hat.

## Infrastruktur
Im Dorf stehen die Grundschule Vuk Stefanović Karadžić und die Serbisch-orthodoxe Dreifaltigkeitskirche.

## Quelle
- Књига 9, Становништво, упоредни преглед броја становника 1948, 1953, 1961, 1971, 1981, 1991, 2002, подаци по насељима, Републички завод за статистику, Београд, мај 2004, ISBN 86-84433-14-9
- Књига 1, Становништво, национална или етничка припадност, подаци по насељима, Републички завод за статистику, Београд, фебруар 2003, ISBN 86-84433-00-9
- Књига 2, Становништво, пол и старост, подаци по насељима, Републички завод за статистику, Београд, фебруар 2003, ISBN 86-84433-01-7